# Jean Birelle
Jean Birelle (mort le 6 janvier 1361) est un moine chartreux français qui fut ministre général de son ordre de 1346 à sa mort en 1361.

## Biographie
Jean Birelle naît à Limoges ou à Chamboulive. Il fait sa profession à la chartreuse de Glandier et devient plus tard prieur de la chartreuse de Bonnefoy. En 1346, il succède à Henri Pollet comme général des Chartreux, charge qu'il assume à la Grande Chartreuse jusqu'à sa mort en 1361.
Il eut une grande réputation de religieux contemplatif. À la mort de Clément VI, Étienne Aubert est élu pape sous le nom d'Innocent VI le 18 décembre 1352. Mais cette élection ne s'est pas déroulée sans difficultés : en effet les cardinaux proposèrent d'abord d'élire Jean Birelle. Selon certains auteurs, Jean Birelle, dans sa grande humilité, déclina cette offre, pour d'autres auteurs le cardinal de Talleyrand-Périgord aurait fait comprendre à ses collègues que cette nomination aurait renouvelé l'erreur commise au conclave de 1294 avec l'élection de Célestin V, personnage certes saint et vénéré, mais qui n'était pas l'homme qui convenait pour diriger l'Église. Le pape Innocent VI, dont la famille était bienfaitrice de la chartreuse de Glandier, lui offrit le chapeau cardinalice, honneur que Birelle refusa. En 1356, pour remercier Jean Birelle d'avoir refusé de devenir pape et ainsi d'avoir favorisé son élection, Innocent VI fit construire une chartreuse à Villeneuve-les-Avignon, la chartreuse du Val-de-Bénédiction qui abrita son tombeau.